# Myripristis earlei
Myripristis earlei is een straalvinnige vissensoort uit de familie van eekhoorn- en soldatenvissen (Holocentridae). De wetenschappelijke naam van de soort is voor het eerst geldig gepubliceerd in 2003 door Randall, Allen & Robertson.